# Mathias Scharinger
Mathias Scharinger (* 1976) ist ein deutscher Phonetiker.

## Leben
Er erwarb 2001 den B. A. Honours Linguistics & German Literature an der University of Canterbury bei Andrew Carstairs-McCarthy und Kate Kearns, 2003 den M. A. Sprachwissenschaft, Deutsche Literatur, Kunst- und Medienwissenschaften an der Universität Konstanz bei Aditi Lahiri und Henning Reetz, 2007 die Promotion in Sprachwissenschaft an der Universität Konstanz bei Aditi Lahiri und 2016 die Habilitation in Linguistik an der Universität Potsdam. Seit 2017 ist er Professor (W2) für Phonetik an der Philipps-Universität Marburg.
Seine Forschungsschwerpunkte sind menschliche Sprachverarbeitung und Spracherkennung.